# Oppervlaktevorm en onderliggende vorm
Onderliggende vorm en oppervlaktevorm zijn met name in de  optimaliteitstheorie veel gebruikte termen om verschijnselen in de fonologie en de morfofonologie te verklaren.
Met onderliggende vorm wordt de abstracte vorm die een woord, morfeem of foneem in de  mentale grammatica van de taalgebruiker wordt verondersteld te hebben voordat het als gevolg van een of meerdere fonologische regels verandert bedoeld. Hieruit volgt dat allofonen en allomorfen die als gevolg van alternantie veranderen dezelfde onderliggende vorm hebben. Het idee is dat het betreffende taalelement van de taalgebruiker ook een abstracte onderliggende vorm heeft, die echter niet "naar buiten" kan komen.
Oppervlaktevorm is de term voor de vorm van een woord, morfeem of foneem zoals die eruitziet na de toepassing van bepaalde fonologische regels.

## Voorbeelden
In het Nederlands zijn de eindklanken van de woorden goed en nood, die in hun oppervlaktevorm als gevolg van eindklankverscherping hetzelfde klinken als de eindklanken in hout en fout. Volgens de OT hebben de eerste twee woorden verschillende eindklanken in hun onderliggende vorm, namelijk stemhebbende respectievelijk stemloze dentalen.
Een ander voorbeeld is de uitgang die de verleden tijd van zwakke werkwoorden markeert. Naargelang de eindklank van de stam van het werkwoord is deze uitgang -te of -de. De optimaliteitstheorie gaat ervan uit dat er maar één onderliggende vorm voor deze twee uitgangen is, die als gevolg van het gelden van progressieve assimilatie verandert. In de OT zou je dit kunnen vertalen als een constraint: M: Agree(Voi).